# 11ぴきのねことあほうどり
『11ぴきのねことあほうどり』は、馬場のぼる作の絵本『11ぴきのねこ』シリーズの一作。1972年出版。

## あらすじ
とある町にコロッケの店を開業したトラネコ大将ら11ぴきのネコたち。店は大繁盛、閉店後は毎晩売れ残ったコロッケを食べて生活しており、当初は彼らもこれが楽しみであったが、次第にコロッケを食べるのにも飽き飽きし、「おいしい鳥の丸焼きが食べたい」と嘆く始末。
するとその時、11ぴきの前に旅の最中だった一羽のアホウドリがやってきた。そこでコロッケをご馳走になったアホウドリは、「こんな素敵なコロッケを国の兄弟にも食べさせてやりたいものだ」と感激。11ぴきのネコたちはアホウドリ達を鳥の丸焼きにして食べようとコロッケを作ると約束し、気球を飛ばしてアホウドリの案内で彼の故郷へと向かった。

## 映画

### 概要
1986年8月27日、ヘラルドエンタープライズ配給で、同タイトルの90分アニメ映画が上映された。その後、1993年12月27日の7時 - 8時30分にフジテレビ系列にて『年末アニメ劇場』として放送された。
コロッケの店の営業開始や、毎日買いに来てくれた町の住民たちも11ぴきのねこのようにコロッケに飽きていき、嘆きだすシーン、さらにはアホウドリの島にたどり着くまでの経緯など、異なる展開や原作に無いシーンもあり、11ぴきのねこの原作の結末の後も描かれている。

### 声の出演
- トラネコ大将：古谷徹
- ネコA：丸山裕子
- ネコB：池水通洋
- ネコC：安西正弘
- ネコD：島田敏
- ネコE：曽我部和行
- ネコF：林一夫
- ネコG：伊沢弘
- ネコH：永井寛孝
- ネコI：勝田治美
- ネコJ：山崎哲也
- 市長：納谷悟朗
- 警察署長：二見忠男
- 市長の妻：小宮和枝
- 山猫A：山下啓介
- 山猫B：槐柳二
- 山猫C：八代駿
- 山猫D：峰恵研
- 山猫E：後藤敦
- 山猫F：中山好司
- 山猫G：塩野幹聡
- アホウドリ：熊倉一雄
- ジャンボアホウドリ：高木均
- 娘アホウドリ：三田寛子